# Твердуново (Псковская область)
Твердуново — деревня в Карамышевской волости Псковского района Псковской области России.
Расположена на левом берегу реки Черёха, в 11 км к юго-востоку от села Карамышево и в 24 км к востоку от центра города Пскова.
Численность населения деревни по состоянию на 2000 год составляла 6 человек.